# Ivan Hribernik
Ivan Hribernik, slovenski zdravnik, * 9. december 1897, Trst, † 18. januar 1975, Nova Gorica.
Hribernik je leta 1924 diplomiral na Medicinski fakulteti na Dunaju. Leta 1929 je v Idriji ustanovil prvi protituberkulozni dispanzer na Primorskem. Kot zdravnik pa se je posvečal tudi zdravstvenemu varstvu rudarjev in proučeval zastrupitve z živim srebrom. Bil je častni član Združenja medicine dela SFRJ. Po njem se imenujejo nagrade in priznanja sekcije za medicino dela, prometa in športa pri Slovenskem zdravniškem društvu.